# 市民会馆

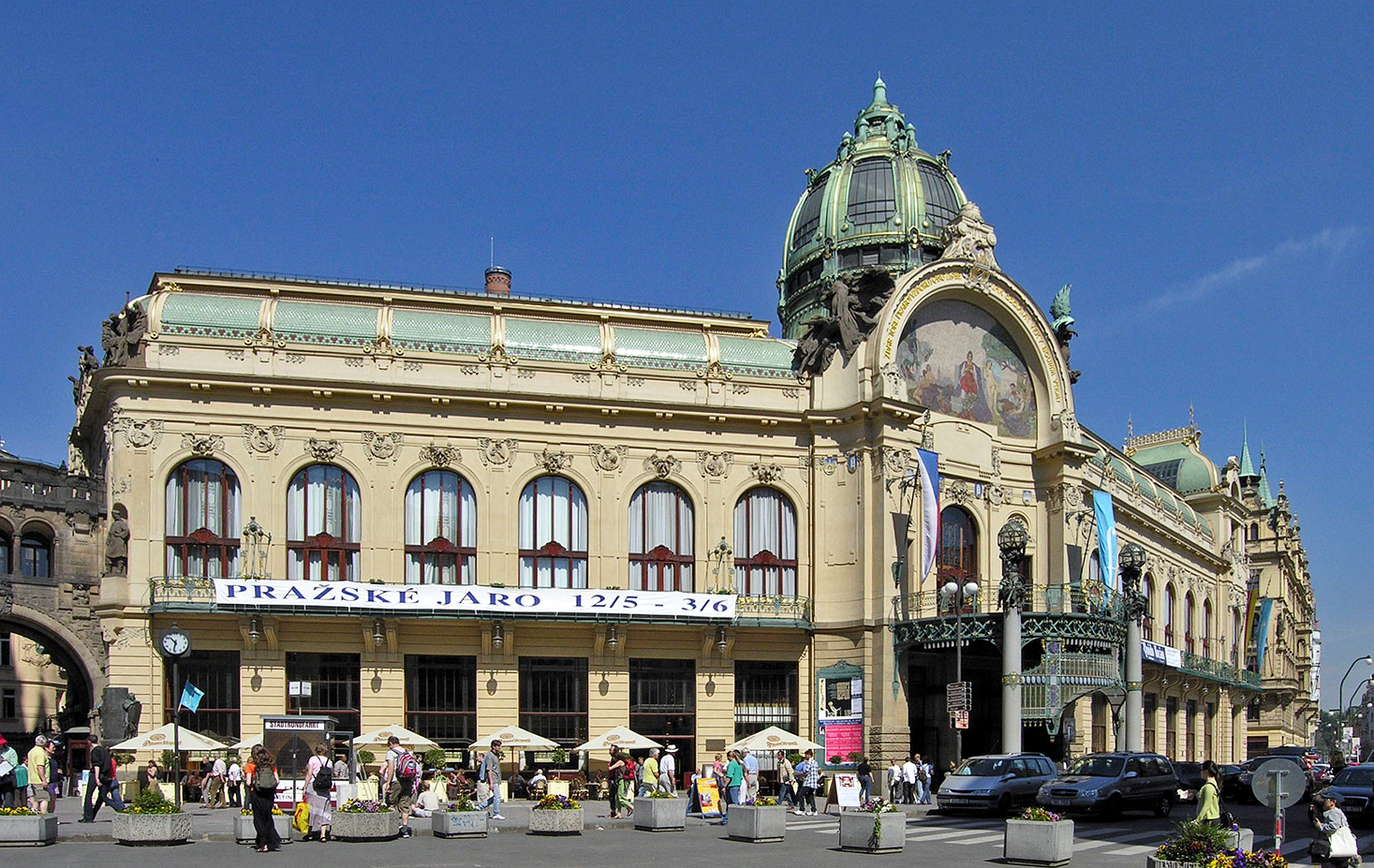
市民会馆

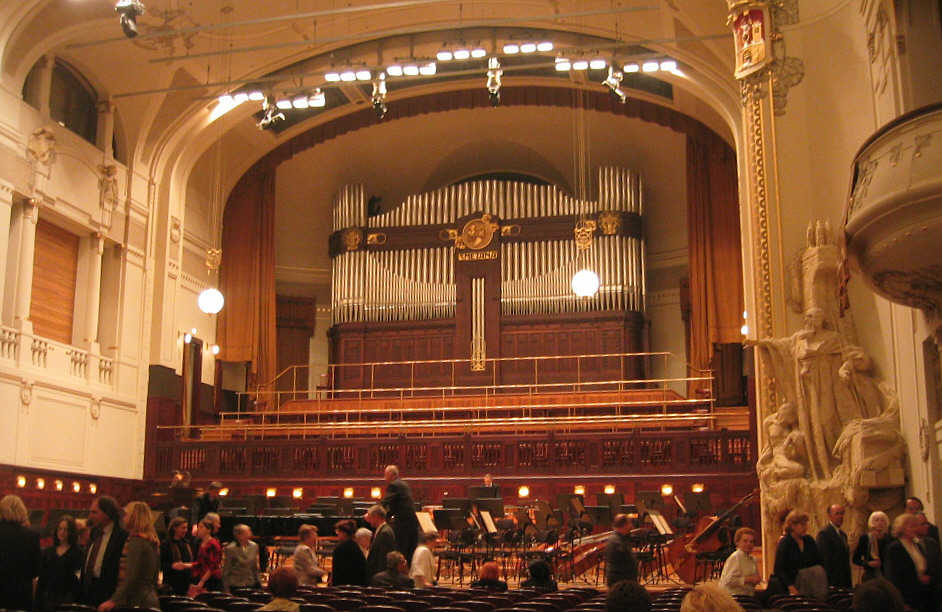
斯美塔那音乐厅

市民会馆（Obecní dům）是布拉格的音乐厅和地标建筑，在捷克共和国的建筑史和政治史上都是一座重要建筑。它座落在旧城与新城之间的共和国广场。
1900年前后，布拉格市政府为兴建这座建筑举行了两次建筑设计竞赛，都没有得到满意的结果。后来工程交给建筑师奥斯瓦尔德（Osvald Polívka）和安东尼巴尔沙内克（Antonín Balšánek）。1905年开始动工，1912年启用。
这座新艺术运动风格的建筑是那个时代捷克民族主义的结晶，由顶级捷克艺术家进行装饰。正立面入口上方是大型陶瓷半圆马赛克，“向布拉格致意”，是卡雷尔Špillar的作品。两旁是拉吉斯拉夫沙劳恩的寓言雕塑，装饰工作则是约瑟夫马扎特卡等人的作品。内部有阿尔丰斯·慕夏和马克斯·什瓦宾斯基等名家的壁画，全都是捷克民族主义的主题。
市民会馆内的主要空间是用于举办音乐会的斯美塔那音乐厅，得名于斯美塔那。1918年10月28日，斯美塔那音乐厅是捷克斯洛伐克宣布独立的地点。